# چو یوفنگ
چو یوفنگ (انگلیسی: Zhu Juefeng؛ زادهٔ ۵ مهٔ ۱۹۶۴) بازیکن هندبال اهل چین بود.